# 카림 지아니
카림 지아니(아랍어: كريم زياني, Karim Koceila Yanis Ziani, 1982년 8월 17일, 프랑스 세브르 ~ )는 알제리의 전 축구 선수로, 포지션은 공격형 미드필더와 윙어이다.
알제리 축구 국가대표팀에서는 2003년부터 62경기에 출장해 5골을 기록했으며, 2004년 아프리카 네이션스컵, 2010년 아프리카 네이션스컵, 2010년 FIFA 월드컵 대표로 활약하였다.